# Fiskus Sinzig
Der Fiskus Sinzig war ein königlicher Verwaltungsbereich mit Sitz in Sinzig, der erstmals 762 belegt ist. 

## Geschichte
In einer Urkunde vom 10. Juli 762, ausgestellt in der Königspfalz Sinzig (sentiaco palatio), schenkt der fränkische König Pippin der Jüngere Besitz- und Nutzungsrechte innerhalb des später so bezeichneten Fiskus Sinzig an das Reichskloster Prüm.
In einer Urkunde Ludwigs des Frommen vom 1. Oktober 814 bestätigt der Kaiser den Klöstern Stablo und Malmedy Schenkungen in verschiedenen Fiskalgütern, so auch im Fiskus Sinzig (fiscus noster). In einer Urkunde Otto I. vom 1. Februar 950 werden diese Schenkungen mit den gleichen Worten bestätigt.
Kaiser Lothar I. schenkte in einer Urkunde vom 16. Januar 855 dem Marienstift in Aachen die dem hl. Petrus geweihte Pfalzkapelle in Sinzig (in fisco nostro qui vocatur Sinciacus) mit vielen Ländereien, Zehnten und dazugehörigen Leuten. 

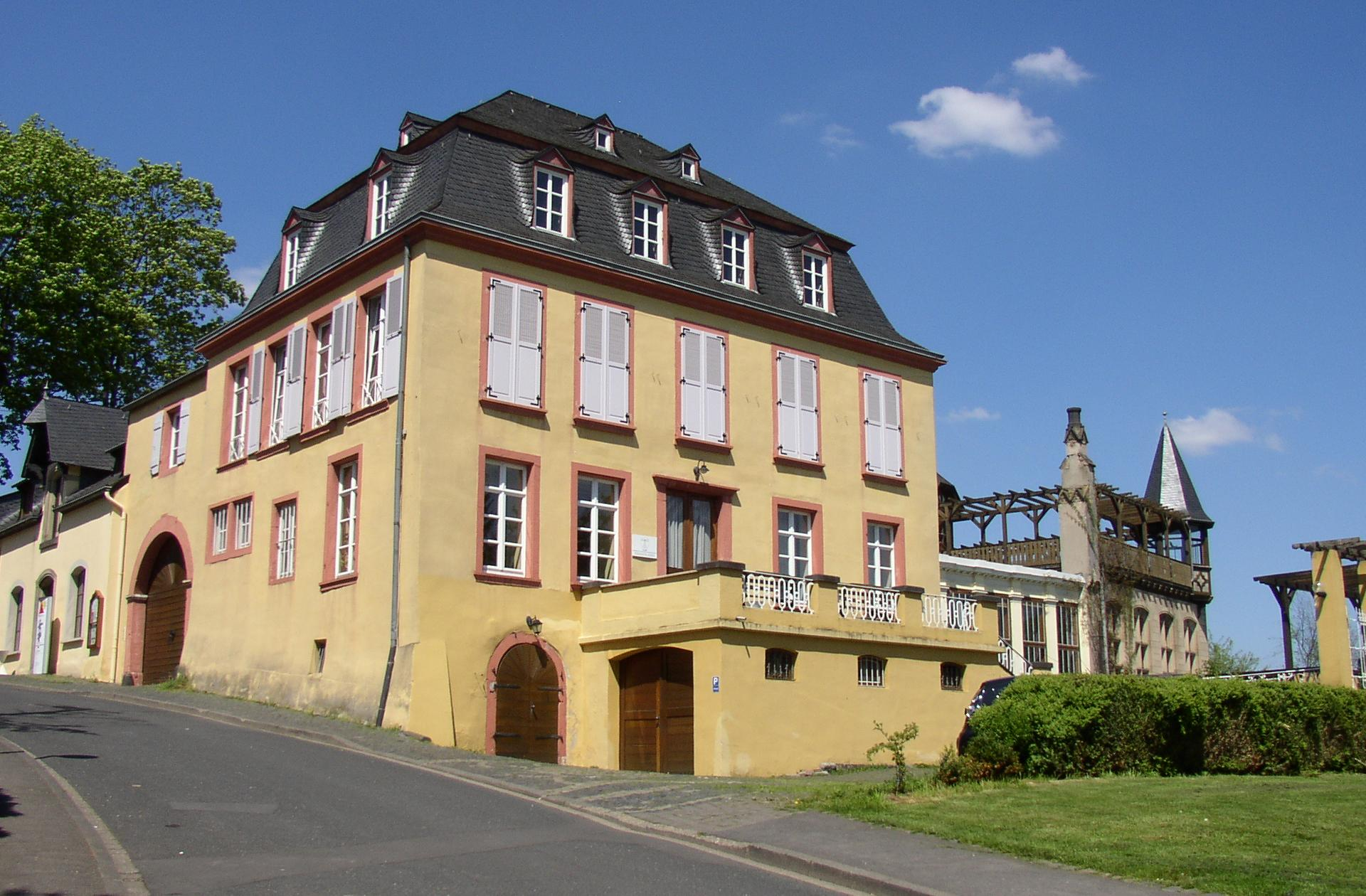
Ehemaliger Zehnthof in Sinzig

Im Tafelgüterverzeichnis, einer Aufstellung von Reichsgütern aus dem Jahre 1064/65, ist Sinzig aufgelistet. 
Unter dem staufischen Ministerialen Gerhard I. von Sinzig wurde ab 1206 die Reichsburg Landskron errichtet. Der Reichsgutbezirk umfasste in dieser Zeit die Orte Sinzig, Bodendorf, Heckenbach, Königsfeld, Koisdorf und Westum.
Unter den Nachfolgern Gerhard I. von Sinzig, alle mit den Namen Gerhard, entwickelte sich eine eigene Herrschaft Landskron und das Reichsgut wurde dem Reich entfremdet. 1369 starb die Linie der Herren von Landskron im Mannesstamm aus. Die Burg Landskron mit der Herrschaft Landskron kam zu einem großen Teil an das angrenzende Herzogtum Jülich, das seit 1337 immer größere Rechte im vorher kaiserlichen Sinzig und in Remagen von den Kaisern Ludwig der Bayer und Karl IV. erlangen und seit 1546 die angrenzende Grafschaft Neuenahr einverleiben konnte.      

## Ausdehnung
Nach einer Urkunde Ottos III. vom 19. Mai 992 lässt sich die damalige Größe des Fiskus Sinzig ermitteln. Er erstreckte sich 20 Kilometer weit von Sinzig nach Kesseling und von dort zehn Kilometer bis nach Adenau. Man kommt so auf eine Fläche von ca. 200 Quadratkilometern. Die Verwaltung besorgte ein Pfalzgraf mit Sitz in Sinzig.